# 재민 (남자 가수)
재민(본명: 신재민, 1996년 6월 8일 ~)은 대한민국의 가수이다. 2016년 CJ E&M에서 기획된 공연형 보이그룹 프로젝트 소년 24 출신이며 현재 그룹 XEED의 멤버로 활동했다.